# Edward Samhaber

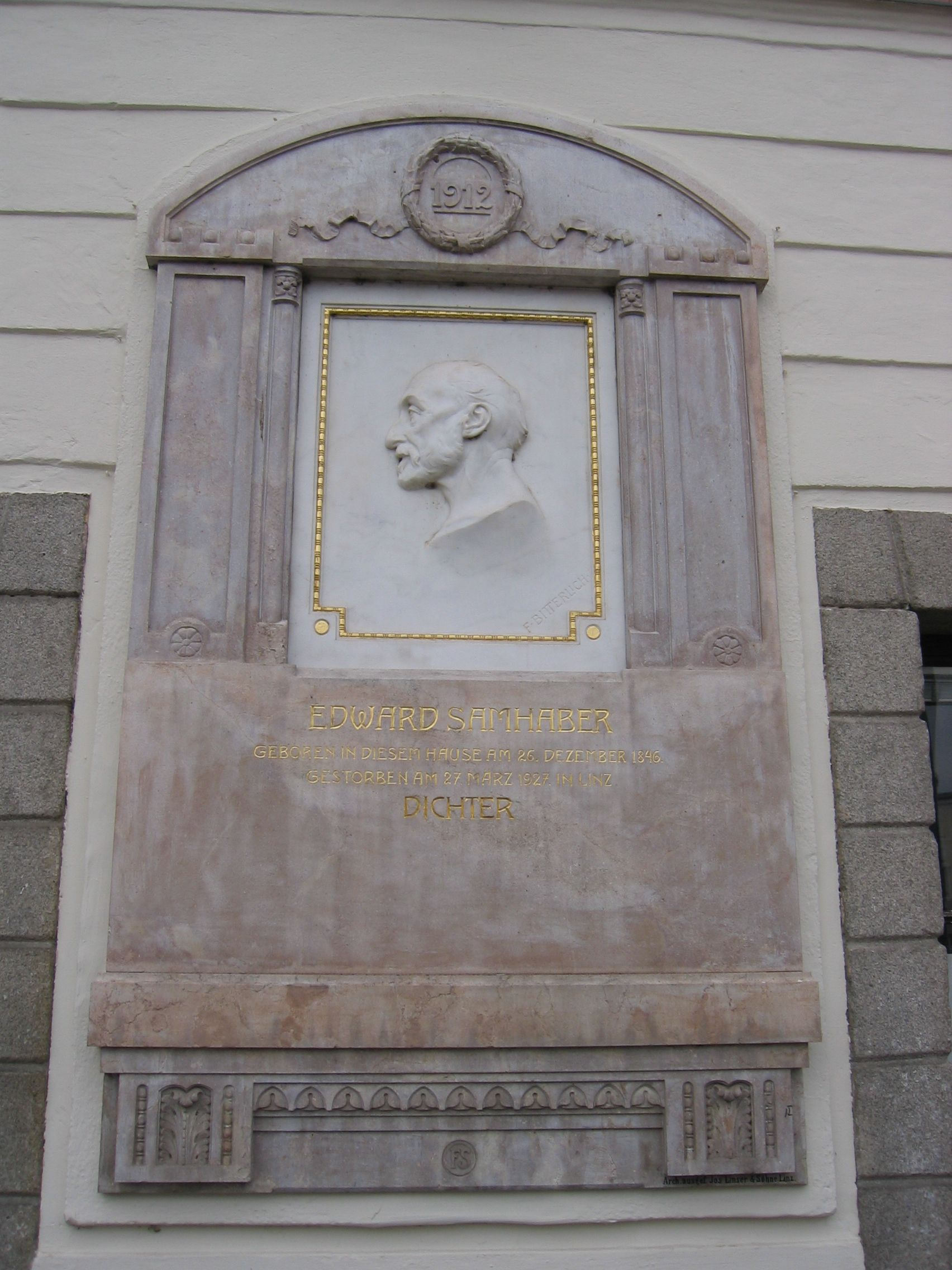
Gedenktafel am Freistädter Rathaus

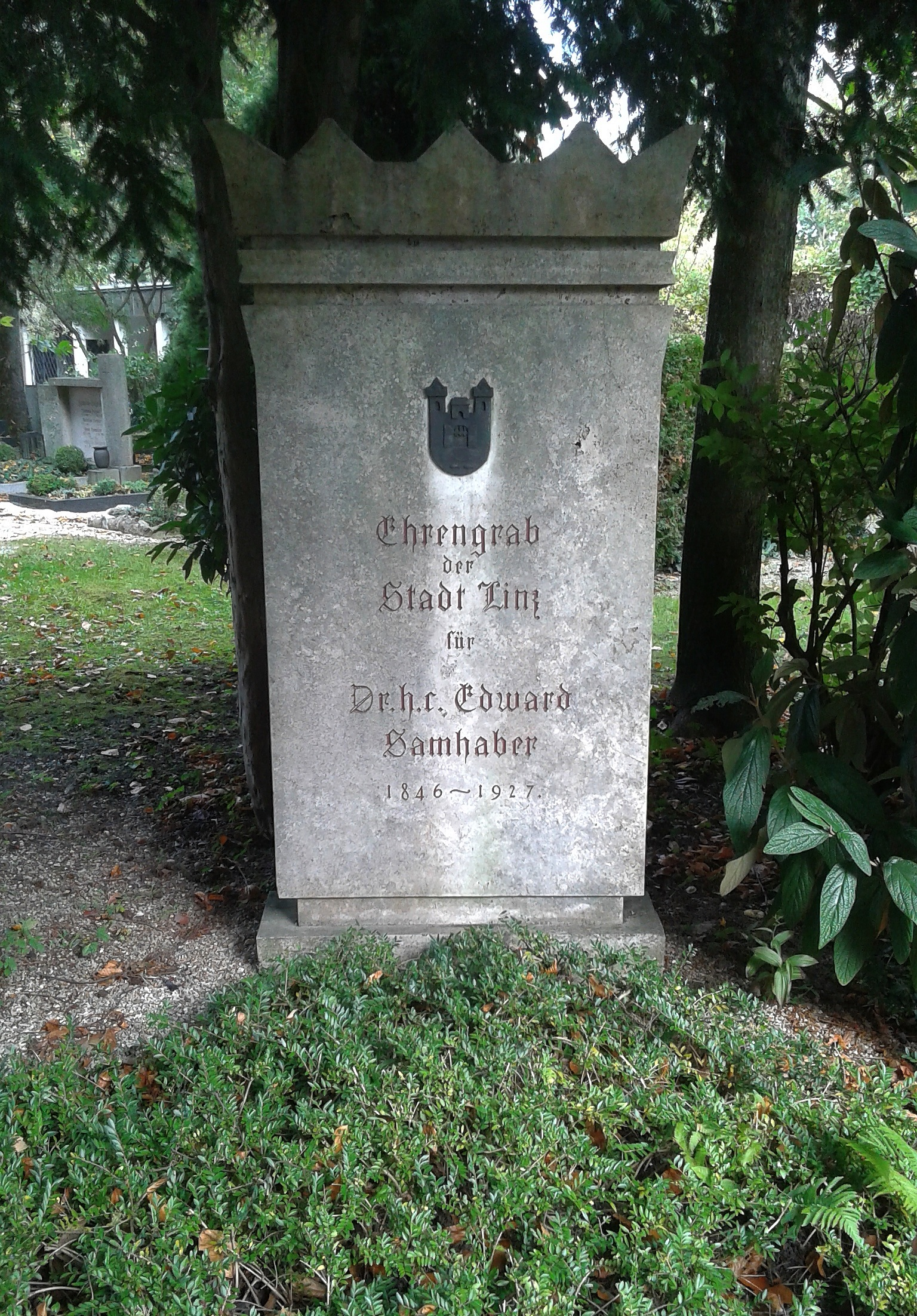
St. Barbara-Friedhof Linz, Ehrengrab von Edward Samhaber

Edward Samhaber, geboren als Eduard Mathias Samhaber, (* 26. Dezember 1846 in Freistadt; † 27. März 1927 in Linz) war ein österreichischer Literaturhistoriker, Lyriker, Dramatiker und Gymnasiallehrer.

## Leben und Werk
Edward Samhaber wurde als Sohn eines Finanzbeamten in Freistadt geboren. Er besuchte das Stiftsgymnasium Kremsmünster und trat 1865 als Novize in das Benediktinerstift Melk ein. 1868 trat er aus dem Orden wieder aus und studierte an der Universität Wien zunächst Jus, dann Germanistik bei Wilhelm Scherer, Geschichte und Geographie. 1873/74 legte er die Lehramtsprüfung in diesen drei Fächern ab, bereits seit 1872 unterrichtete am Gymnasium in Freistadt. Von 1878 bis 1888 war er Professor an der Lehrer- und Lehrerinnenbildungsanstalt in Laibach. Wegen deutschnationaler Aktivitäten nach Linz versetzt, unterrichtete er dort bis 1904 an der Lehrerbildungsanstalt. Nach seiner Pensionierung 1907 lebte er als Schriftsteller in Linz, wobei er in Kontakt mit Enrica von Handel-Mazzetti und Norbert Hanrieder war.
Als Literaturwissenschaftler forschte Samhaber auf dem Gebiet der Altgermanistik. Er hielt zahlreiche Vorträge über deutsche Literaturgeschichte und gab Lesebücher für den Unterricht heraus. Als Dichter schuf er Werke in den Gattungen Lyrik, Versepik und Drama sowie Nachdichtungen alt- und mittelhochdeutscher Texte wie des Hildebrandslieds oder der Nibelungen. In seinen epischen Dichtungen verarbeitete er Stoffe aus der altgermanischen Mythologie, Themen um Kunst und Künstler sowie Märchenstoffe. Daneben verfasste er Mundartdichtung nach dem Vorbild Franz Stelzhamers. 
Nach seiner Zeit in Ljubljana befasste er sich außerdem mit der Übersetzung slowenischer Literatur ins Deutsche.

## Ehrungen
- 1885 wurde er Ehrenmitglied der Burschenschaft Carniola Graz.
- 1921: Ehrendoktor der Universität Graz[1]
- 1926 wurde ihm die Freistädter Ehrenbürgerschaft verliehen.
- 1926: Benennung der Samhaberstraße im Linzer Stadtteil Pöstlingberg.[2]
- 1927: Kurz vor seinem Tod wurde ihm das silberne Ehrenzeichen der Republik verliehen[1]
- Samhaber wurde 1927 in einem städtischen Ehrengrab am St. Barbara-Friedhof in Linz beigesetzt.
- Im Jahr 1935 wurde in Wien-Penzing (14. Bezirk) der Samhaberplatz nach ihm benannt.[3]
- Ihm zu Ehren ist am Freistädter Rathaus, seinem Geburtshaus, eine Gedenktafel angebracht.
- An seinem Sterbehaus, Dametzstraße 53 in der Linzer Innenstadt, befindet sich eine von Karl Vornehm geschaffene Gedenktafel.[4]